# Сан Грегорио да Сасола
Сан Грегорио да Сасола (итал. San Gregorio da Sassola) је насеље у Италији у округу Рим, региону Лацио.
Према процени из 2011. у насељу је живело 1108 становника. Насеље се налази на надморској висини од 485 м.

## Становништво
Према резултатима пописа становништва 2011. у општини је живело 1.553 становника.
| 1931. | 1936. | 1951. | 1961. | 1971. | 1981. | 1991. | 2001. | 2011. |
| ----- | ----- | ----- | ----- | ----- | ----- | ----- | ----- | ----- |
| 1.790 | 1.924 | 1.957 | 1.768 | 1.514 | 1.361 | 1.499 | 1.444 | 1.553 |